# Mermessus augustae
Mermessus augustae là một loài nhện trong họ Linyphiidae.
Loài này thuộc chi Mermessus. Mermessus augustae được miêu tả năm 1933 bởi Crosby & Bishop.